# داسرت
داسرت (به انگلیسی: Dyserth) یک منطقهٔ مسکونی در بریتانیا است که در دنبیشر واقع شده‌است. داسرت ۲٬۲۶۹ نفر جمعیت دارد.